# سوني مولوني
سوني مولوني (11 أغسطس 1910 بدنيدن في نيوزيلندا - 15 يوليو 1942 في مصر) (بالإنجليزية: Sonny Moloney)‏ هو لاعب كريكت نيوزلندي. شارك مع منتخب نيوزيلندا الوطني للكريكت. أما مع النوادي، فقد لعب مع فريق كانتربري للكريكت ‏ وفريق أوتاغو للكريكت ‏ وWellington cricket team ‏.

## وصلات خارجية
- سوني مولوني على موقع إي آس بي آن كريك إنفو (الإنجليزية)